# Город Архангельск (линейный корабль, 1761)
«Город Архангельск» — парусный линейный корабль Балтийского флота Российской империи, один из кораблей типа «Пётр Второй». Большую часть времени службы в составе Российского императорского флота использовался в качестве учебного судна, а также принимал участие в обеспечении перехода первой Архипелагской эскадры до Копенгагена во время русско-турецкой войны 1768—1774 годов.

## Описание судна
Один из девятнадцати парусных 54-пушечных линейных кораблей типа «Пётр II», строившихся с 1724 по 1768 год на верфях Архангельска и Санкт-Петербурга. Всего в рамках серии было построено девятнадцать линейных кораблей.
Длина корабля по сведениям из различных источников составляла 43,57—43,6 метра, ширина от 11,6 до 12,2 метра, а осадка от 5,1 до 5,5 метра. Вооружение судна составляли 54 орудия, включавшие восемнадцати-, восьми- и четырёхфунтовые пушки, а экипаж мог достигать 440 человек.

## История службы
Линейный корабль «Город Архангельск» был заложен на Соломбальской верфи 25 мая (5 июня) 1760 года и после спуска на воду 29 мая (9 июня) 1761 года вошёл в состав Балтийского флота России. Строительство корабля вёл корабельный мастер подполковничьего ранга И. В. Ямес.
С июля по сентябрь 1762 года совершил переход из Архангельска в Кронштадт. В кампанию следующего 1763 года с 20 (31) мая по 14 (25) августа под командованием капитана 3-го ранга М. И. Рябинина выходил в практическое плавание в Северное море и к норвежским берегам с гардемаринами и молодыми офицерами на борту.
В июне и июле 1764 года принимал участие в практическом плавании эскадры кораблей Балтийского флота в Финском заливе. 2 (13) июля принимал участие в показательном сражении в заливе Рогервик, за сражением с берега наблюдала императрица Екатерина II. С 1765 по 1768 год в течение всего времени кампаний находился в Кронштадтской гавани.
Во время русско-турецкой войны 1768—1774 годов с июня по октябрь 1769 года принимал участие в крейсерском плавании эскадры кораблей Балтийского флота в Балтийском море, а в августе также участвовал в обеспечении перехода первой Архипелагской эскадры до Копенгагена.
В 1770 и 1773 годах в составе кронштадтской эскадры под командованием контр-адмирала В. Я. Чичагова принимал участие в практических плаваниях в Балтийском море от Кронштадта до острова Готланд.
По окончании службы в 1774 году корабль «Город Архангельск» был разобран в Кронштадте.

## Командиры корабля
Командирами линейного корабля «Город Архангельск» в разное время служили:
- капитан 2-го ранга А. Ф. Баранов (1762 год)[13];
- капитан 3-го ранга М. И. Рябинин (1763 год)[14];
- капитан 2-го ранга Ф. А. Клокачёв (1764 год)[15];
- капитан 1-го ранга В. В. Роксбург (1766—1767 годы)[16];
- капитан 2-го ранга Н. Ф. Селивачев (1769 год)[17];
- капитан 2-го ранга И. И. Аклейн (1770 год)[10];
- капитан 2-го ранга Д. Волчков (1773 год)[18];
- капитан-лейтенант М. П. Фондезин (1774 год)[19].

### Комментарии
1. ↑  Также в серию входили линейные корабли «Пётр Второй» (головной корабль проекта), «Выборг», «Новая Надежда», «Северная Звезда», «Азов», «Астрахань», «Святой Андрей», «Кронштадт», «Святой Пантелеймон», «Святой Исаакий», «Святой Николай», «Шлиссельбург», «Азия», два корабля «Нептунус» 1736 и 1758 годов постройки, два корабля «Варахаил» 1749 и 1752 годов постройки и корабль «Город Архангельск» 1735 года постройки.
2. ↑  143 фута.
3. ↑  38—40 футов.
4. ↑  16 футов 7 дюймов.